# Xã Pleasant, Quận Cass, Iowa
Xã Pleasant (tiếng Anh: Pleasant Township) là một xã thuộc quận Cass, tiểu bang Iowa, Hoa Kỳ. Năm 2010, dân số của xã này là 1.267 người.